# Zmarli w czerwcu 2009

## Czerwiec 2009
- 30 czerwca
  - Pina Bausch, niemiecka choreografka i tancerka, współtwórczyni teatru tańca[1]
  - Joel Hayeu, gwinejski bokser[2]
  - Jaroslaw Jaroszenko, rosyjski dziennikarz i publicysta
- 28 czerwca
  - Manthos Athineos, grecki rzeźbiarz
  - Huibert Boumeester, duński finansista
  - Billy Mays, amerykański prezenter telewizyjny[3]
  - Lucia Lauria Vigna, włoska rekordzistka długowieczności, w chwili śmierci najstarsza kobieta w Europie
  - Yu Hyun-mok, południowokoreański reżyser
- 27 czerwca
  - Mary Lou Forbes, amerykańska dziennikarka, laureatka Nagrody Pulitzera za rok 1959[4]
  - Spiros Kalogirou, grecki aktor
  - Willy Kyrklund, fiński pisarz[5]
  - Nanae Nagata, japoński maratończyk, olimpijczyk[6]
  - Gale Storm, amerykańska aktorka[7]
- 26 czerwca
  - Jo Amar, izraelski piosenkarz[8]
  - Maj-Len Grönholm, fińska polityk, miss Finlandii w 1972 roku[9]
  - Amnon Kapeliouk, izraelski dziennikarz[10]
- 25 czerwca
  - Farrah Fawcett, amerykańska aktorka, producentka filmowa, modelka[11]
  - Michael Jackson, amerykański piosenkarz, nazywany "królem popu"[12]
  - Franciszek I Albrecht von Ratibor, książę raciborski[13]
  - Zinaida Stachurska, białoruska kolarka szosowa, mistrzyni świata[14]
- 24 czerwca
  - Olja Ivanjicki, serbska malarka
  - Martin Holm, szwedzki kick-boxer, zawodnik K-1[15]
  - Tim Krekel, amerykański muzyk, gitarzysta, tekściarz[16]
  - Roméo LeBlanc, kanadyjski dziennikarz, polityk, gubernator generalny Kanady[17]
- 23 czerwca
  - İsmet Güney, cypryjski artysta
  - Hanne Hiob, niemiecka aktorka
  - Aram Miskaryan, armeński aktor
  - Ed McMahon, amerykański komik, spiker, prezenter telewizyjny[18]
  - Karel Van Miert, belgijski komisarz UE ds. konkurencji oraz transportu i środowiska[19]
- 22 czerwca
  - Keijo Komppa, fiński aktor
- 21 czerwca
  - Jerzy Góral, polski prawnik, polityk, minister kultury i sztuki w 1993 roku
- 20 czerwca
  - Colin Bean, brytyjski aktor[20]
  - Waldemar Ceran, polski historyk, bizantynolog[21]
  - Zenon Płatek, polski generał brygady MO, jeden z oskarżonych o zabójstwo księdza Jerzego Popiełuszki[22]
  - Godfrey Rampling, brytyjski lekkoatleta,mistrz olimpijski, najstarszy brytyjski olimpijczyk[23]
- 19 czerwca
  - Alberto Andrade, peruwiański polityk, alkad Limy[24]
  - Giovanni Arrighi, włoski ekonomista, socjolog[25]
  - Jörg Hube, niemiecki aktor[26]
  - Tomoji Tanabe, japoński rekordzista długowieczności, najstarszy mężczyzna na świecie[27]
  - Zygmunt Urbański, polski komandor[28]
  - Mieczysław Włodarek, polski dyplomata, ambasador PRL w Argentynie (1956–1958, 1971–1976), Meksyku (1958–1961), Kambodży (1964–1968) i Wenezueli (1982–1987)
- 18 czerwca
  - Hortensia Bussi, chilijska pierwsza dama (1970–1973), wdowa po S. Allende[29]
  - Luis Felipe Calderon, kubański siatkarz, trener siatkarski[30]
- 17 czerwca
  - Ralf Dahrendorf, niemiecki socjolog, politolog i polityk[31]
  - Barbara Fiala, polska koszykarka, trenerka koszykówki[32]
  - Marian Firszt, polski samorządowiec, starosta gorzowski (1999–2002)[33]
  - Juan Romero, paragwajski piłkarz, reprezentant Paragwaju
- 16 czerwca
  - Maciej Frankiewicz, polski działacz polityczny, samorządowy i sportowy, wiceprezydent Poznania[34]
  - Charlie Mariano, amerykański saksofonista jazzowy[35]
- 15 czerwca
  - Allan King, kanadyjski reżyser, dokumentalista[36]
  - Henryk Lewczuk, polski polityk, żołnierz AK[37]
  - Grzegorz Wójtowicz, polski ekonomista, były prezes NBP oraz członek RPP[38]
- 14 czerwca
  - Bob Bogle, amerykański gitarzysta zespołu The Ventures[39]
  - Carlos Pardo, meksykański kierowca wyścigowy[40]
- 12 czerwca
  - Félix Malloum, czadyjski polityk, prezydent Czadu
  - Jan Rychły, polski profesor, członek honorowy Klubu Inteligencji Katolickiej w Katowicach[41]
- 11 czerwca
  - Marian Goliński, polski poseł i samorządowiec[42]
  - ks. Jan Hause, polski duchowny luterański, pierwszy Naczelny Kapelan Ewangelickiego Duszpasterstwa Wojskowego[43]
  - Christel Peters, niemiecka aktorka[44]
  - Carl Pursell, amerykański polityk[45]
  - Paweł Targiel, polski poeta, dziennikarz, redaktor naczelny "Arkadii. Pisma Katastroficznego"[46]
  - Gieorgij Wajner, rosyjski pisarz
- 10 czerwca
  - Aza Gazgirejewa, rosyjska sędzia, wiceprzewodnicząca Sądu Najwyższego
  - Michał Hilchen, polski księgoznawca, bibliofil, antykwariusz, edytor, historyk literatury i kultury[47]
  - Michel Nguyễn Khắc Ngữ, wietnamski duchowny katolicki, biskup[48]
  - Richard Quick, amerykański trener pływackiej kadry USA[49]
  - Helle Virkner, duńska aktorka
- 9 czerwca
  - Andrzej Sadowski, polski scenograf[50]
  - Karl Michael Vogler, niemiecki aktor[51]
  - Franciszek Witczak, polski zoolog, członek rzeczywisty Polskiej Akademii Nauk
- 8 czerwca
  - Omar Bongo, prezydent Gabonu, najdłużej urzędujący prezydent w historii świata[52]
  - Nathan Marsters, kanadyjski hokeista, bramkarz[53]
  - Johnny Palermo, amerykański aktor[54]
- 7 czerwca
  - Hugh Hopper, brytyjski muzyk, legenda jazzu, lider grupy Soft Machine[55]
- 6 czerwca
  - Jean Dausset, francuski immunolog, laureat Nagrody Nobla za rok 1980
  - Lucyna Frąckiewicz, polska ekonomistka, rektor Akademii Ekonomicznej i wykładowczyni Uniwersytetu Śląskiego[56]
- 5 czerwca
  - Bernard Leon Barker, amerykański polityk, jeden z pięciu uczestników włamania do budynku Watergate[57]
  - Jeff Hanson, amerykański wokalista i kompozytor[58]
  - Stanisław Karolak, polski językoznawca, romanista i slawista[59]
- 4 czerwca
  - Lew Browarski, ukraiński piłkarz, reprezentant Związku Radzieckiego, trener piłkarski[60]
  - Randy Smith, amerykański koszykarz, zawodnik ligi NBA[61]
- 3 czerwca
  - David Carradine, amerykański aktor[62]
  - Shih Kien, chiński aktor[63]
  - Wilhelm Meisel, ostatni weteran powstań śląskich
  - Koko Taylor, amerykańska piosenkarka zwana "Królową Bluesa"[64]
  - Moloko Temo, nieoficjalnie najstarsza kobieta na świecie[65]
- 2 czerwca
  - David Eddings, amerykański pisarz fantastyczny[66]
  - Bogusław Paleczny, polski duchowny katolicki, opiekun bezdomnych, kamilianin[67]
- 1 czerwca
  - Pedro Luís de Orléans-Bragança e Ligne, brazylijski książę[68]
  - Władysław Orłowski – polski działacz partyjny, przewodniczący Prezydium Miejskiej Rady Narodowej w Koszalinie (1963–1969)[69]
- data dzienna nieznana
  - Stefan Ceranka, polski nauczyciel i związkowiec, poseł na Sejm II kadencji (1993–1997)[70]